# Evangelický hřbitov v Dobříči
Evangelický hřbitov v Dobříči je zaniklý hřbitov u středočeské obce Dobříč.
Hřbitov byl založen roku 1803. Místo bylo nazýváno „Na Beranech“, jak tehdy jinověrci evangelíky posměšně jmenovali. V roce 1825 skupina místní mládeže z katolických rodin pobořila hřbitovní zdi a rozbila dveře od hřbitova. Poslední pohřeb na evangelickém hřbitově v Dobříči byl vykonán v roce 1944 (podle jiných zdrojů již v roce 1918).
Následně hřbitov zpustnul. V roce 2011 byly v terénu rozpoznatelné jen malé zbytky zdiva z původního hřbitova.